# Patrik Sundström
Pour les articles homonymes, voir Sundström.
Patrik Sundström (né le 14 décembre 1961 à Skellefteå en Suède) est un joueur professionnel suédois de hockey sur glace devenu entraîneur. Il évolue au poste d'attaquant. Il est le frère jumeau de Peter Sundström et le père d'Alexander Sundström.

## Biographie

### Carrière en club
Il est issu d'une famille de hockeyeur puisque son père Elon et ses oncles Kjell et Tage ont évolué dans l'élite nationale. Formé à l'IF Björklöven, il découvre l'Elitserien en 1979. Il est choisi au neuvième tour en cent-soixante-quinzième position par les Canucks de Vancouver lors du repêchage d'entrée dans la LNH 1980. Il part alors en Amérique du Nord en 1982. Il joue dans la Ligue nationale de hockey avec les Canucks et les Devils du New Jersey. Il met un terme à sa carrière de joueur en 1994.

### Carrière internationale
Il représente la Suède au niveau international. Il prend part aux sélections jeunes.

## Statistiques

### En club
| Saison     | Équipe               | Ligue       |     | Saison régulière | Saison régulière | Saison régulière | Saison régulière | Saison régulière |   | Séries éliminatoires | Séries éliminatoires | Séries éliminatoires | Séries éliminatoires | Séries éliminatoires |
| Saison     | Équipe               | Ligue       | PJ  | B                | A                | Pts              | Pun              | PJ               | B | A                    | Pts                  | Pun                  |                      |                      |
| 1978-1979  | IF Björklöven        | Elitserien  | 1   | 0                | 0                | 0                | 0                |                  |   |                      |                      |                      |                      |                      |
| 1979-1980  | IF Björklöven        | Elitserien  | 26  | 5                | 7                | 12               | 20               | 3                | 1 | 0                    | 1                    | 4                    |                      |                      |
| 1980-1981  | IF Björklöven        | Elitserien  | 36  | 10               | 18               | 28               | 30               |                  |   |                      |                      |                      |                      |                      |
| 1981-1982  | IF Björklöven        | Elitserien  | 36  | 22               | 13               | 35               | 38               | 7                | 3 | 4                    | 7                    | 6                    |                      |                      |
| 1982-1983  | Canucks de Vancouver | LNH         | 74  | 23               | 23               | 46               | 30               | 4                | 0 | 0                    | 0                    | 2                    |                      |                      |
| 1983-1984  | Canucks de Vancouver | LNH         | 78  | 38               | 53               | 91               | 37               | 4                | 0 | 1                    | 1                    | 7                    |                      |                      |
| 1984-1985  | Canucks de Vancouver | LNH         | 71  | 25               | 43               | 68               | 46               |                  |   |                      |                      |                      |                      |                      |
| 1985-1986  | Canucks de Vancouver | LNH         | 79  | 18               | 48               | 66               | 28               | 3                | 1 | 0                    | 1                    | 0                    |                      |                      |
| 1986-1987  | Canucks de Vancouver | LNH         | 72  | 29               | 42               | 71               | 40               |                  |   |                      |                      |                      |                      |                      |
| 1987-1988  | Devils du New Jersey | LNH         | 78  | 15               | 36               | 51               | 42               | 18               | 7 | 13                   | 20                   | 14                   |                      |                      |
| 1988-1989  | Devils du New Jersey | LNH         | 65  | 28               | 41               | 69               | 36               |                  |   |                      |                      |                      |                      |                      |
| 1989-1990  | Devils du New Jersey | LNH         | 74  | 27               | 49               | 76               | 34               | 6                | 1 | 3                    | 4                    | 2                    |                      |                      |
| 1990-1991  | Devils du New Jersey | LNH         | 71  | 15               | 31               | 46               | 48               | 2                | 0 | 0                    | 0                    | 0                    |                      |                      |
| 1991-1992  | Devils du New Jersey | LNH         | 17  | 1                | 3                | 4                | 8                |                  |   |                      |                      |                      |                      |                      |
| 1991-1992  | Devils d'Utica       | LAH         | 1   | 0                | 0                | 0                | 0                |                  |   |                      |                      |                      |                      |                      |
| 1992-1993  | IF Björklöven        | Allsvenskan | 36  | 16               | 21               | 37               | 46               | 9                | 3 | 5                    | 8                    | 10                   |                      |                      |
| Totaux LNH | Totaux LNH           | Totaux LNH  | 679 | 219              | 369              | 588              | 349              | 37               | 9 | 17                   | 26                   | 25                   |                      |                      |

### En équipe nationale
| Année | Compétition                 |    | PJ | B | A | Pts | Pun | +/-                |  | Résultat |
| 1979  | Championnat d'Europe junior | 5  | 0  | 0 | 0 | 0   |     | Quatrième place    |  |          |
| 1980  | Championnat du monde junior | 5  | 0  | 0 | 1 | 1   | 4   | Médaille de bronze |  |          |
| 1981  | Championnat du monde junior | 5  | 7  | 0 | 7 | 8   |     | Médaille d'or      |  |          |
| 1981  | Championnat du monde        | 8  | 4  | 0 | 4 | 2   |     | Médaille d'argent  |  |          |
| 1981  | Coupe Canada                | 5  | 0  | 2 | 2 | 4   |     | Cinquième place    |  |          |
| 1982  | Championnat du monde        | 10 | 5  | 2 | 7 | 8   |     | Quatrième place    |  |          |
| 1984  | Coupe Canada                | 8  | 1  | 6 | 7 | 6   |     | Médaille d'argent  |  |          |

## Trophées et honneurs personnels

### Elitserien
- 1982 : remporte le Guldpucken.

### Suède
- 1984 : remporte le Trophée viking.
- 1989 : remporte le Trophée viking.